# Грозненская улица (Владикавказ)
Грозненская улица — улица во Владикавказе, Северная Осетия, Россия. Улица располагается в Промышленном муниципальном округе. Тупиковая улица. Начинается от улицы Ватутина.
Улица названа в честь города Грозный.
Улица образовалась в начале 50-х годов XX столетия. Проходила с востока на запад вдоль северной стены завода «Стеклотара». 28 декабря 1954 года этой улице было придано наименование Грозненская улица.